# ジステアリン酸グリコール
ジステアリン酸グリコール(Glycol distearate)は、ステアリン酸とエチレングリコールのジエステルである。遊色効果を生み出す目的や保湿剤として、トイレタリー製品や化粧品に添加される。

## 合成
ジステアリン酸グリコールは、ステアリン酸またはそのエステルとエチレングリコールのエステル化により合成される。また、ステアリン酸とエチレンオキシドの反応でも合成される。

## 利用
薄板状に結晶化させると、ジステアリン酸グリコールは、液体やゲルに真珠光沢を与えることができる。この現象は、シャワージェル等のトイレタリー製品の見た目を良くするためにしばしば用いられる。皮膚の保湿効果もある。
顕微鏡用の包埋剤としても一般的に用いられる。